# Wala von Metz
Wala von Metz (auch Walo) († 11. April 882 bei Remich) war von 876 bis 882 Bischof beziehungsweise Erzbischof von Metz.

## Leben
Er stammte aus der Moselgegend und war Sohn eines Grafen Bliderico und dessen Frau Irmengard. Im Jahr 876 wurde er zum Bischof geweiht.
Im Jahr 878 wurde Wala auf dem Konzil von Troyes durch Papst Johannes VIII. zum Erzbischof erhoben. Dadurch geriet er mit Bertolf von Trier in Konflikt, der seinem Suffragan verbot, das erzbischöfliche Pallium zu tragen. Wala stand in Kontakt zu Erzbischof Hinkmar von Reims, der in diesem Konflikt vermittelte. Der Palliumstreit dauerte bis 880 an, letztlich gab Wala nach. In seine Zeit fällt der Vertrag von Ribemont aus dem Jahr 880. Damit fiel auch sein Gebiet an das ostfränkische Reich.
Im November 881 überwinterten Wikingerheere unter ihren Anführern Godefried und Sigfrid bei Ascloha (Esloo an der Maas oder Asselt in der niederländischen Provinz Limburg). Von dort aus gingen sie auf Raubzüge in die Rheinlande und zogen rhein- und moselaufwärts. Von Koblenz kommend überfielen sie in der Karwoche 882 die extra muros Triers gelegenen Kirchen und Gehöfte. Am Gründonnerstag, dem 5. April 882, nahmen sie die Stadt selbst ein. Nach einigen Tagen der Ruhe plünderten und verwüsteten Wikinger Trier am Ostersonntag. Erzbischof Bertolf war mit wenigen Gefolgsleuten die Flucht nach Metz gelungen. Danach zog ein Teil der Wikinger in Richtung Metz.
Wala brachte mit Bertolf von Trier und dem Grafen Adalhard II. von Metz ein Heer zusammen. Sie stellten sich am 11. April 882 in der Schlacht bei Remich den Wikingern entgegen. Die Wikinger gewannen die Schlacht, Wala fiel im Kampf. Trotz des Sieges rückten die Wikinger nicht weiter auf Metz vor, sondern zogen sich zurück.
Wala wurde in einem Mausoleum in der von ihm gegründeten St. Salvatorkirche von Metz begraben.